# ایوایلو پتکوف
ایوایلو پتکوف (بلغاری: Ивайло Петков؛ زادهٔ ۲۴ مارس ۱۹۷۶) بازیکن فوتبال اهل بلغارستان است.
از باشگاه‌هایی که در آن بازی کرده‌است می‌توان به باشگاه فوتبال لیتکس لووچ، باشگاه فوتبال کوبان کراسنودار، باشگاه فوتبال آنکاراگوچو، و باشگاه فوتبال فنرباغچه اشاره کرد.
وی همچنین در تیم ملی فوتبال بلغارستان بازی کرده‌است.